# ACGME
ACGME（Accreditation Council for Graduate Medical Education、米国卒後医学教育認定評議会）は、アメリカ合衆国の医師卒後臨床研修プログラムを評価・認証（アクレディテーション）する民間の非営利団体。1972年に卒後医学教育の連絡会として発足し、1981年に医学会のコンセンサスを得て設立された。
その役割は、評価と認証により研修医教育の質を高め、医療を発展させることである。2010-2011年度では、133の専門分野で8887の認定プログラムがあり、113,142人のレジデントが所属している。
日本では、2004年から卒後臨床研修が必修化され、卒後臨床研修評価機構 (JCEP) および2014年に発足した日本専門医機構が同様の機能を持とうと検討しているが、仕組みは10年以上遅れている。